# Guerra civil bizantina de 1352-1357
La guerra civil bizantina de 1352-1357 marca la continuación y conclusión de un conflicto anterior que duró desde 1341 a 1347. Se trataba de Juan V Paleólogo contra los dos Cantacuzeno, Juan VI Cantacuzeno y su hijo mayor Mateo Cantacuceno. Juan V salió victorioso como el único emperador del Imperio Bizantino, pero la reanudación de la guerra civil completó la destrucción del conflicto anterior, dejando el estado bizantino en ruinas.

## Antecedentes
A raíz del conflicto de 1341-1347, Juan VI Cantacuzeno se había establecido como emperador y tutor sobre el joven Juan V Paleólogo. Este estado de cosas sin embargo no estaba destinado a durar; los partidarios de los Paleólogo todavía desconfiaban de él, mientras que sus propios partidarios hubieran preferido deponer a los Paleólogos absolutamente e instalar a los Cantacuceno como la dinastía reinante. Al hijo mayor de Cantacuceno, Mateo, también le molestaba ser pasado por alto en favor de Juan V, y tuvo que ser aplacado con la creación de un Infantazgo semiautónomo que cubría gran parte de Tracia occidental, este se duplicó con la marcha del nuevo imperio serbio de Esteban Dušan.
Las deterioradas relaciones entre Mateo Cantacuceno, que ahora gobernaba el este de Tracia, y Juan V Paleólogo, que residía en el oeste de Tracia, sembraron las semillas para la reanudación de la guerra civil.

## La guerra
La guerra abierta estalló en 1352, cuando Juan V, con el apoyo de tropas venecianas y turcas, lanzó un ataque contra Mateo Cantacuceno. Juan Cantacuceno acudió en ayuda de su hijo con 10.000 soldados otomanos que retomaron las ciudades de Tracia, llevando a cabo saqueos en el proceso. En octubre de 1352, en Demotika, la fuerza otomana se enfrentó y derrotó a 4.000 serbios prestados a Juan V por Dusan. Esta fue la primera victoria de los otomanos en Europa y un presagio ominoso. Dos años después con la captura de Gallipoli se inició la conquista otomana de los Balcanes, que culminó un siglo después con la caída de Constantinopla.
Mientras tanto, Juan V huyó a la isla de Tenedos, donde intentó sin éxito tomar Constantinopla en marzo de 1353. Juan VI Cantacuceno respondió coronando a Mateo coemperador, pero Juan V, ahora consiguió el apoyo de los genoveses y contando con la popularidad decreciente de los Cantacucenos, se las arregló para entrar en la capital en noviembre de 1354. Juan VI renunció y se retiró a un monasterio. Mateo sigue resistiendo en Tracia hasta que, en 1357, también tuvo que renunciar a ser coemperador con Juan V Paleólogo como el único emperador de un estado en ruinas. 
- Datos: Q4147501